# Derrick Coleman (giocatore di football americano)
Derrick Coleman (Los Angeles, 18 ottobre 1990) è un ex giocatore di football americano statunitense che ha militato nel ruolo di fullback nella National Football League (NFL).

## Biografia
Coleman al college ha giocato a football a UCLA. È sordo dall'età di 3 anni È il terzo giocatore sordo della storia della NFL, il primo dei quali è stato Bonnie Sloan.

## Carriera professionistica

### Seattle Seahawks
Coleman firmò coi Seattle Seahawks dopo non essere stato scelto nel Draft NFL 2012. Dopo non essere mai sceso in campo nella sua stagione da rookie, debuttò nella vittoria contro i Carolina Panthers della settimana 1 della stagione 2013, ricevendo 3 passaggi per 30 yard dal quarterback Russell Wilson. Nella settimana 13 segnò il primo touchdown su ricezione in carriera nella vittoria per 34-7 sui New Orleans Saints che consentì ai Seahawks di centrare matematicamente i playoff con quattro turni di anticipo. La sua stagione regolare si concluse con dodici presenze, di cui tre come titolare, ricevendo 62 yard e un touchdown. Il 2 febbraio 2014 vinse il Super Bowl XLVIII quando i Seahawks batterono i Denver Broncos per 43-8.
Nella prima gara della stagione 2014, vinta contro i Green Bay Packers, Coleman segnò il secondo touchdown in carriera con una ricezione da 15 yard. Poco dopo però si infortunò perdendo tutto il resto della stagione.
Tornato in campo nel 2015, il 15 ottobre Coleman fu sospeso dai Seahawks dopo essere stato arrestato in seguito ad un incidente automobilistico provocato. Tale sanzione fu revocata quattro giorni dopo in seguito a una inchiesta interna della squadra. La sua stagione regolare si chiuse con 14 presenze (3 come titolare) e otto yard corse.

### Atlanta Falcons
Il 21 marzo 2017 Coleman firmò con gli Atlanta Falcons.

### Arizona Cardinals
Nel 2018 Coleman passò agli Arizona Cardinals con cui disputò l'ultima stagione in carriera.

## Palmarès

### Franchigia
- Super Bowl : 1

Seattle Seahawks: Super Bowl XLVIII
- National Football Conference Championship: 2

Seattle Seahawks: 2013, 2014